# 국립 노보시비르스크 기술 대학교
국립 노보시비르스크 과학 기술 대학교(러시아어: Новосибирский государственный технический университет)는 1950년 8월 19일에 설립된 러시아 노보시비르스크 소재의 국립 종합 대학교이며, 러시아 주요 국립 대학교 중 하나이다. 영문 약칭은 NSTU이다.

## 편제
- 자동화·컴퓨터공학부
- 항공공학부
- 기계·기술학부
- 메카트로닉스·자동화학부
- 응용수학·컴퓨터과학부
- 라디오공학·전자공학부
- 물리기술학부
- 에너지학부
- 경영학부
- 인문과학부
- 예술·교육학부
- 법학부
- 원격교육학부
- 사회재활학부
- 평생교육학부
- 국립 노보시비르스크 과학 기술 대학교 부설 공업 전문 학교